# ティボール・シトフスキー
ティボール・シトフスキー（Tibor Scitovsky、Tibor de Scitovsky、1910年11月3日-2002年6月1日）は、ハンガリーのブダペストで生まれた、アメリカの経済学者である。
戦後、スタンフォード大学で教授となった後、OECD開発センター（パリ、10年間）、イェール大学（2年間）、スタンフォード大学（6年間）、LSE（2年間）で勤務した。専攻として有名なものは新厚生経済学であるが、その他に資本理論、不完全競争理論、文化経済学、関税論、国際金融論、マクロ経済政策などがある。

## 略歴
- 1910年　ハンガリーのブダペストで生まれる（父親のTibor Scitovszkyは外務大臣になったことがある）。
- 1932年　ブダペスト大学（Pazmany Peter University）で法学の学位を得て卒業する。
- ケンブリッジ大学に通う。
- 1938年　ロンドン・スクール・オブ・エコノミクス（LSE）で修士号を取る。
- 同校で数年間教鞭をとる。
- トラベリング・フェローシップでアメリカに行く。
- 第二次世界大戦中はアメリカ陸軍に勤務する（イギリス陸軍と書いてある資料もある）。
- 1946年～1958年　スタンフォード大学経済学部の准教授、のち教授となる。
- 1958年～1968年　パリにあるOECD開発センターに勤務する。
- 1968年～1970年　帰米して、イェール大学教授となる。
- 1970年～1976年　スタンフォード大学教授（Eberle Professor of Economics）となる。
- 1976年～1978年　LSE教授となる。
- カリフォルニア大学サンタクルーズ校の名誉教授となる。
- この間、アメリカ経済学会の優秀フェロー、王立経済学会フェロー、アメリカ芸術科学アカデミーメンバー、ブリティッシュ・アカデミー客員フェローなどを務めた。
- 2002年　91歳で死去。

## 業績
- 『厚生と競争』（1951年）は彼の名声を最初に確立した書物である。競争の効率性と独占の非効率性についての標準的な議論が、新厚生経済学のトゥールを用いて再検討されている。
- 『経済理論と西欧経済統合』（1958年）は、関税同盟の理論の応用研究を行ったものである。
- 『厚生と成長』（1964年）には、数年間の代表的な論文の数々がひとまとめにされている。
- 『貨幣と国際収支の理論』（1969年）は、国際金融と国際収支均衡の諸問題を提起したものである。
- 『喜びのない経済』（1976年）では、長い間彼を悩ませてきた消費者主権の原理に戻っている。

## 主要著作

### 日本語訳
- 中島正信 訳『経済理論と西欧経済統合』ダイヤモンド社、1961年8月。
- 山本繁綽・片山貞雄 訳『貨幣と国際収支の理論』トッパン〈経済学入門シリーズ 5〉、1972年3月。
- 斎藤精一郎 訳『人間の喜びと経済的価値 経済学と心理学の接点を求めて』日本経済新聞社、1979年1月。

### 原書
- "A Study of Interest and Capital", 1940, Economica.
- "A Note on Welfare Propositions in Economics", 1941, RES.
- "Capital Accumulation, Employment and Price Rigidity", 1941, RES.
- "A Reconsideration of the Theory of Tariffs", 1942, RES.
- "A Note on Profit Maximization and its Implications", 1943, RES.
- Welfare and Competition: the economics of a fully employed economy, 1951.
- Mobilizing Resources for War: The economic alternatives, with E.S. Shaw and L. Tarshis, 1951.
- "Two Concepts of External Economies", 1954, JPE.
- Economic Theory and Western European Integration, 1958.
- "Standards for the Performance of Our Economic System", 1960, AER.
- "On the Principle of Consumer's Sovereignty", 1962, AER
- Papers on Welfare and Growth, 1964.
- Money and the Balance of Payments, 1969.
- Industry and Trade in Some Developing Countries, with I.M.D. Little and M.F.G. Scott, 1970.
- "What's Wrong with the Arts is What's Wrong with Society", 1972, AER.
- "The Producer Society", 1972, De Economist.
- "The Place of Economic Welfare in Human Welfare", 1973, QJE.
- "Inequalities: Open and hidden, measured and immeasurable", 1974, Annals of AAPSS.
- "Are Men Rational or Economists Wrong?", 1974, in Nations and Households in Economic Growth.
- The Joyless Economy: An inquiry into human satisfaction and consumer dissatisfaction, 1976.
- "Market Power and Inflation", 1978, Economica.
- "Asymmetries in Economics", 1978, Scottish Journal of PE.
- "Can Changing Consumer Tastes Save Resources?", 1979, in Economic Growth and Resources.
- "Can Capitalism Survive? An old question in a new setting", 1980, AER.
- "Excess Demand for Job Importance and its Implications", 1981, in Wert und Praeferenzprobleme in den Sozialwissenschaften.
- "The Desire for Excitement in Modern Society", 1981, Kyklos.
- "Subsidies for the Arts: The economic argument", 1983, in Economic Support for the Arts.
- "Human Desire and Economic Satisfaction", 1985, Kyklos.
- "Psychologizing by Economists", 1986, in MacFadyen, editors, Psychology.
- Human Desire and Economic Satisfaction: Essays on the frontiers of economics, 1986.
- "Growth in the Affluent Society", 1987, Lloyds BR.